# Riccardo Salerno
Riccardo Salerno (Milano, 2 settembre 1971) è un attore e conduttore televisivo italiano.

## Biografia
Dopo il diploma si iscrive alla Facoltà di Lettere presso l'Università La Sapienza di Roma, mentre porta avanti la carriera di attore. Il suo primo film è nel 1989, quando recita in Volevo i pantaloni, diretto da Maurizio Ponzi.
Fra il 1991 e il 1992 conduce Disney Club, programma televisivo per ragazzi su Rai 1 assieme a Dado Coletti. Nella stagione televisiva 1993-1994 presenta con Irene Ferri e Riccardo Rossi il programma contenitore per ragazzi A tutto Disney, in onda il sabato pomeriggio su Canale 5. Negli stessi anni recita nelle prime due stagioni della serie tv I ragazzi del muretto su Rai 2, nel ruolo di Andrea.
Nel 1994 interpreta il figlio di Enrico Montesano nella prima stagione della fiction di Rai 1 Pazza famiglia. L'anno seguente recita nel ruolo di Caleb in Mosè, produzione internazionale  tema biblico diretta da Roger Young.
Nel 1998 è protagonista di Frigidaire - Il film, inoltre recita anche nella pellicola Amiche davvero e Tra Scilla e Cariddi.
Nel 2001 recita in I giorni dell'amore e dell'odio di Claver Salizzato ed è co-protagonista del film Giorni diretto da Laura Muscardin, dopo il quale chiude con il mondo dello spettacolo. 
In seguito gestisce per quattro anni un negozio di articoli di abbigliamento per l'infanzia. Dal 2006 inizia a lavorare nel settore alberghiero, fino a diventare direttore presso UNA Hotels a Roma.

## Filmografia

### Cinema
- Volevo i pantaloni, regia Maurizio Ponzi (1989)
- Nostalgia di un piccolo grande amore, regia di Antonio Bonifacio (1991)
- Quattro bravi ragazzi, regia di Claudio Camarca (1993)
- Tra Scilla e Cariddi, regia di Demetrio Casile (1998)
- Frigidaire - Il film, regia di Giorgio Fabris (1998)
- Amiche davvero, regia di Marcello Cesena (1998)
- I giorni dell'amore e dell'odio, regia di Claver Salizzato (2001)
- Giorni, regia di Laura Muscardin (2001)

### Serie TV
- I ragazzi del muretto, serie tv, Rai 2 (1991-1993)
- Pazza famiglia, serie tv, Rai 1 (1994)
- Mosè, miniserie tv, Rai 1 (1995)

## Televisione
- Disney Club, Rai 1 (1991-1992) - co-conduttore
- A tutto Disney, Canale 5 (1993-1994) - co-conduttore